# Louka vstavačů u Černýše
Louka vstavačů u Černýše je přírodní památka na břehu Hučivého potoka na severním okraji vesnice Lužný u Perštejna v okrese Chomutov. Důvodem ochrany území je ekosystém podmáčené louky s hojným výskytem zvláště chráněných druhů rostlin, ke kterým patří prstnatec májový nebo upolín nejvyšší.

## Historie
Až do první poloviny dvacátého století prostor chráněného území sloužil jako pravidelně kosená louka nebo pastvina. Poté zůstal ležet ladem a začal zarůstat dřevinami, zejména olší lepkavou. Kosení bylo omezeno a severovýchodní část začala být hnojena vypouštěním močůvky a vyvážením kejdy. Tento, pro původní společenstva, nevhodný způsob hospodaření byl opuštěn až po vyhlášení zvláště chráněného území.

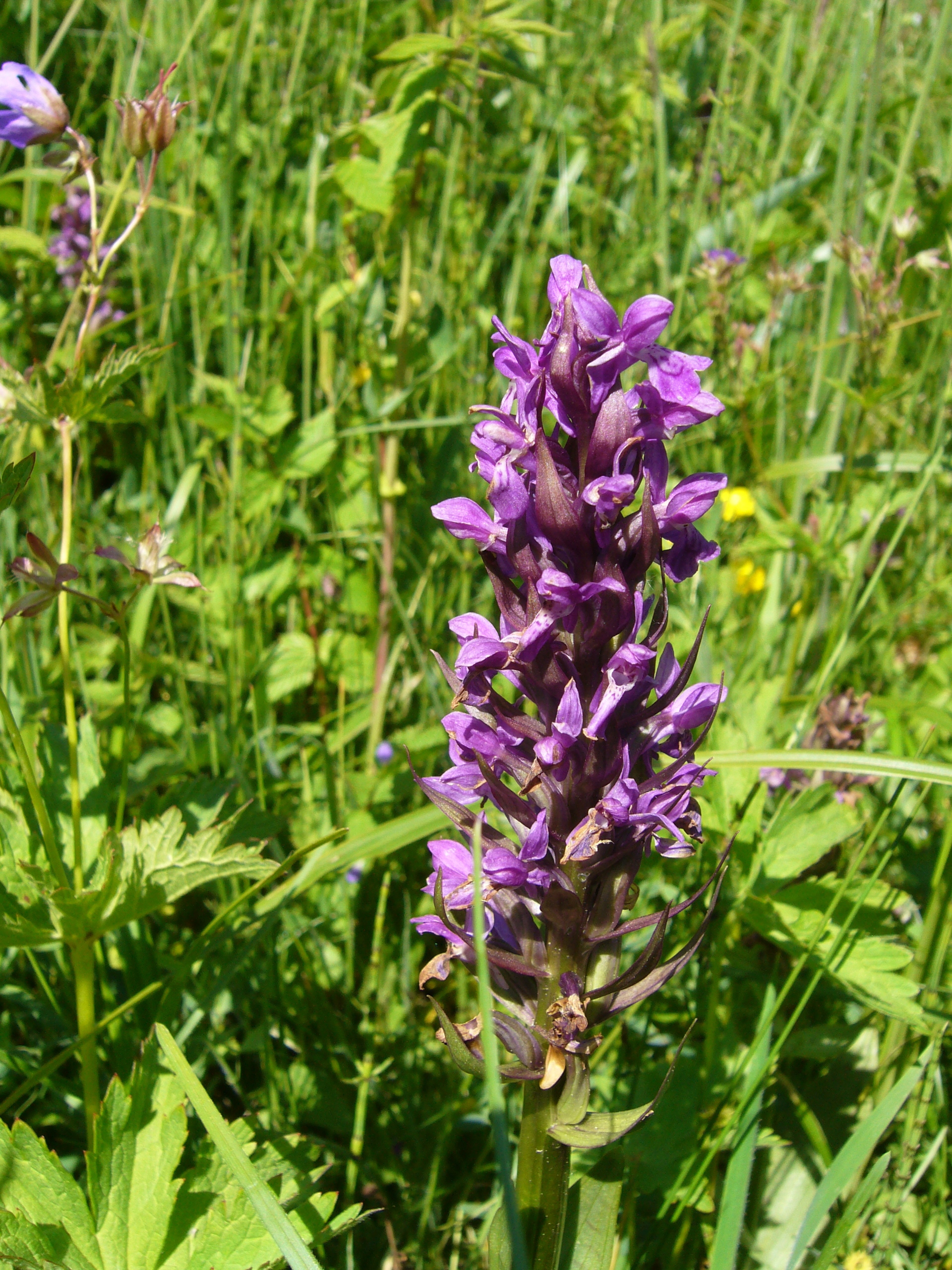
Prstnatec májový

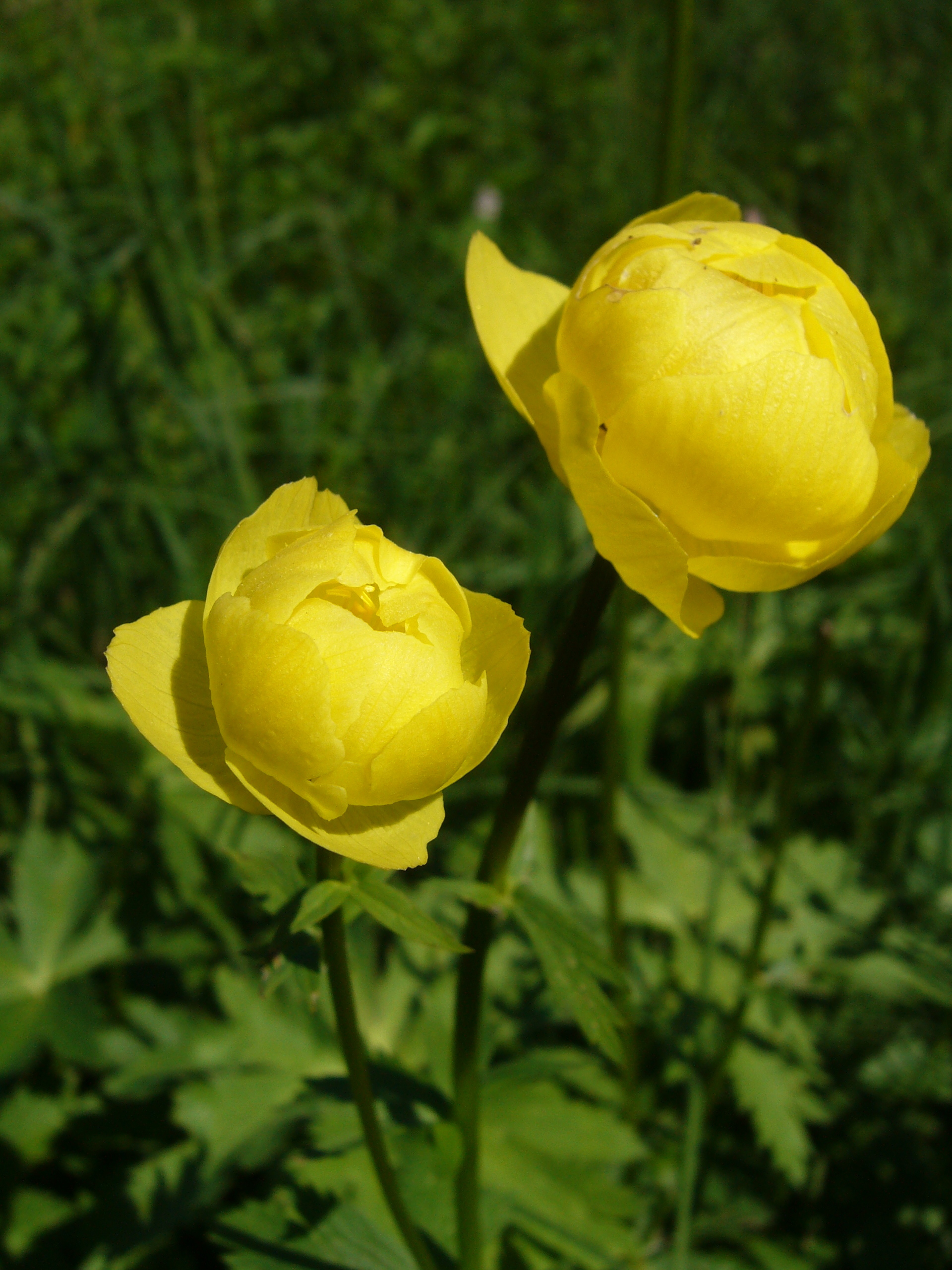
Upolín nejvyšší

Chráněné území vyhlásil okresní národní výbor v Chomutově dne 1. prosince 1989 jako chráněný přírodní výtvor. Ve stejné kategorii bylo okresním úřadem území vyhlášeno znovu 27. dubna 1990 a jako přírodní památka dne 18. ledna 2000. Přírodní památka je v Ústředním seznamu ochrany přírody evidována pod číslem 1506. Spravuje ji Krajský úřad Ústeckého kraje.

## Přírodní poměry
Přírodní památka s rozlohou 1,1127 hektarů se nachází v katastrálním území Černýš na severním okraji Doupovských hor v nadmořské výšce 315–323 metrů. Je součástí rozsáhlé evropsky významné lokality Doupovské hory (125,85 km²) a ptačí oblasti Doupovské hory s celkovou rozlohou 631,17 km². Předmětem ochrany je podmáčená louka s výskytem prstnatce májového (Dactylorhiza majalis). Asi třetinu území však tvoří podmáčená olšina s převládající olší lepkavou.

### Abiotické faktory
Geologické podloží je součástí oherského krystalinika a pochází z období svrchního proterozoika až spodního paleozoika. Tvoří je ortoruly až migmatity, které jsou překryté čtvrtohorními štěrkopísky a jílovitohlinitými sedimenty. V geomorfologickém členění Česka leží lokalita v Doupovských horách, konkrétně v okrsku Jehličenská hornatina. Z půdních typů se na louce vyvinul glej a místy slabá vrstva rašeliny.
V rámci Quittovy klasifikace podnebí se chráněné území nachází v mírně teplé oblasti MT7 s průměrnou roční teplotou 6–7 °C a ročním úhrnem srážek 600–650 milimetrů. Louka se nachází na levém břehu Hučivého potoka, který se asi o 500 metrů jižněji vlévá do Ohře.

### Flóra a fauna
V olšině na břehu potoka rostou v keřovém patru střemcha hroznovitá (Prunus padus) a bez černý (Sambucus nigra). V bylinném patru se vyskytují zejména sasanka hajní (Anemone nemorosa), krabilice chlupatá (Chaerophyllum cicutaria), orsej jarní (Ficaria verna), tužebník jilmový (Filipendula ulmaria) a devětsil lékařský (Petasites hybridus). V severní části louky dominují pcháč šedý (Cirsium canum), pcháč zelinný (Cirsium oleraceum), tužebník jilmový a přeslička bahenní (Equisetum palustre). Směrem k jihu se druhová pestrost snižuje a objevují se porosty trsnatých ostřic a vysokostébelnatých trav.
Hlavními ohroženými druhy rostlin jsou stabilní populace prstnatce májového a upolínu nejvyššího (Trollius altissimus), které se soustřeďují v severní části louky. Velikost populace prstnatce májového se pohybuje ve stovkách jedinců, zatímco populace upolínu nejvyššího je menší a více kolísá. K dalším význačným druhům rostlin na louce patří kozlík dvoudomý (Valeriana dioica), škarda měkká čertkusolistá (Crepis mollis subsp. hieracioides), ostřice prosová (Carex panicea), ostřice trsnatá (Carex cespitosa), zvonečník černý (Phyteuma nigrum), prvosenka vyšší (Primula elatior) a kříženec pcháče šedého a bahenního.
Zvířenu na lokalitě zastupují běžné druhy, jejichž ochrana není podstatná.